# Isleños de las Islas Cook

Ubicación de las Islas Cook.

Los isleños de las Islas Cook son los residentes de las islas Cook, que se compone de 15 islas y atolones de la Polinesia en el Océano Pacífico. Los maoríes de las Islas Cook son el pueblo polinesio indígena de las Islas Cook, aunque actualmente residen más maoríes de las Islas Cook en Nueva Zelanda que en las propias Islas Cook. Originarios de los colonos tahitianos en el siglo VI, los maoríes de las Islas Cook tienen afinidades culturales con los maoríes de Nueva Zelanda y los maoríes tahitianos, aunque también exhiben una cultura única y desarrollaron su propio idioma, que actualmente se reconoce como uno de los dos idiomas oficiales en las Islas Cook, de conformidad con la Ley Te Reo Maori de 2003.

## Ciudadanía y nacionalidad
Desde un punto de vista legal, no existe la ciudadanía de las Islas Cook. Las Islas Cook son un país autónomo en libre asociación con Nueva Zelanda y es parte del Reino de Nueva Zelanda. Como tal, los habitantes de las Islas Cook son ciudadanos de Nueva Zelanda.
Las Islas Cook no emite sus propios pasaportes, un privilegio que generalmente asumen prácticamente todos los países soberanos, pero coloca esta responsabilidad en manos del Gobierno de Nueva Zelanda, que emite pasaportes para los ciudadanos de Nueva Zelanda que también son ciudadanos de las Islas Cook.
Por otro lado, la nacionalidad de las Islas Cook se diferencia de la del resto de ciudadanos neozelandeses.
Estas disposiciones que establecen los requisitos para el estatus de residente permanente de las Islas Cook se complementan con otra legislación para regular la concesión del estatus de residente permanente a otros, los requisitos que debe tener un residente permanente y las condiciones en las que se puede retirar ese estatus.
La nacionalidad en este sentido se puede distinguir de la ciudadanía. Si bien no tiene una legislación de ciudadanía distinta, las Islas Cook han determinado en sus propias leyes quiénes son sus ciudadanos y qué privilegios disfrutan en virtud de esa condición. Los habitantes de las islas Cook poseen la ciudadanía neozelandesa con todos los derechos y privilegios que conlleva el estatus. Sin embargo, al mismo tiempo, las Islas Cook han determinado su propia nacionalidad distintiva que, de hecho, no otorga a los ciudadanos de Nueva Zelandia los mismos derechos y privilegios que disfrutan los habitantes de las Islas Cook en Nueva Zelanda.[cita requerida]

## Grupos étnicos
Según el censo más reciente de 2016, el 78,2% de los habitantes de las Islas Cook son de ascendencia maorí de las Islas Cook, el 7,62% son parte maoríes del pueblo polinesio nativo de las islas y el 14,18% de otros orígenes étnicos. Los maoríes de las Islas Cook comparten muchos vínculos ancestrales con los maoríes de Nueva Zelanda y los nativos (Mā'ohi) de la Polinesia Francesa. Otros isleños de Cook también son de ascendencia de los isleños del Pacífico (principalmente polinesios), europeos (Papa'a) o asiáticos. Resultados para la población residente habitual.

## Idioma
Los idiomas oficiales de las Islas Cook son el inglés y el maorí de las Islas Cook, un idioma de la Polinesia Oriental . El maorí de las Islas Cook está estrechamente relacionado con el maorí de Nueva Zelanda, pero es un idioma distinto por derecho propio. Simplemente se llama "maorí" cuando no hay necesidad de diferenciarlo del maorí de Nueva Zelanda, pero también se lo conoce como "maorí Kūki 'Āirani" o "maorí Kuki Airani".

## Cultura

### Confesión religiosa
La distribución religiosa en el censo oficial de 2016 es la siguiente: los diversos grupos protestantes representan el 62,8% de los creyentes, siendo la denominación más seguida la Iglesia Cristiana de las Islas Cook con un 49,1% (frente al 53% en 2006). Otros grupos cristianos protestantes incluyen a los Adventistas del Séptimo Día 8.4%, Asambleas de Dios 3.8% Iglesia Apostólica 2.1%. El principal grupo no protestante son los  católicos con el 17% de la población. Mientras que los mormones representan el 4,4%. Solo el 2 por ciento o 323 personas se negaron o no respondieron a esta pregunta.

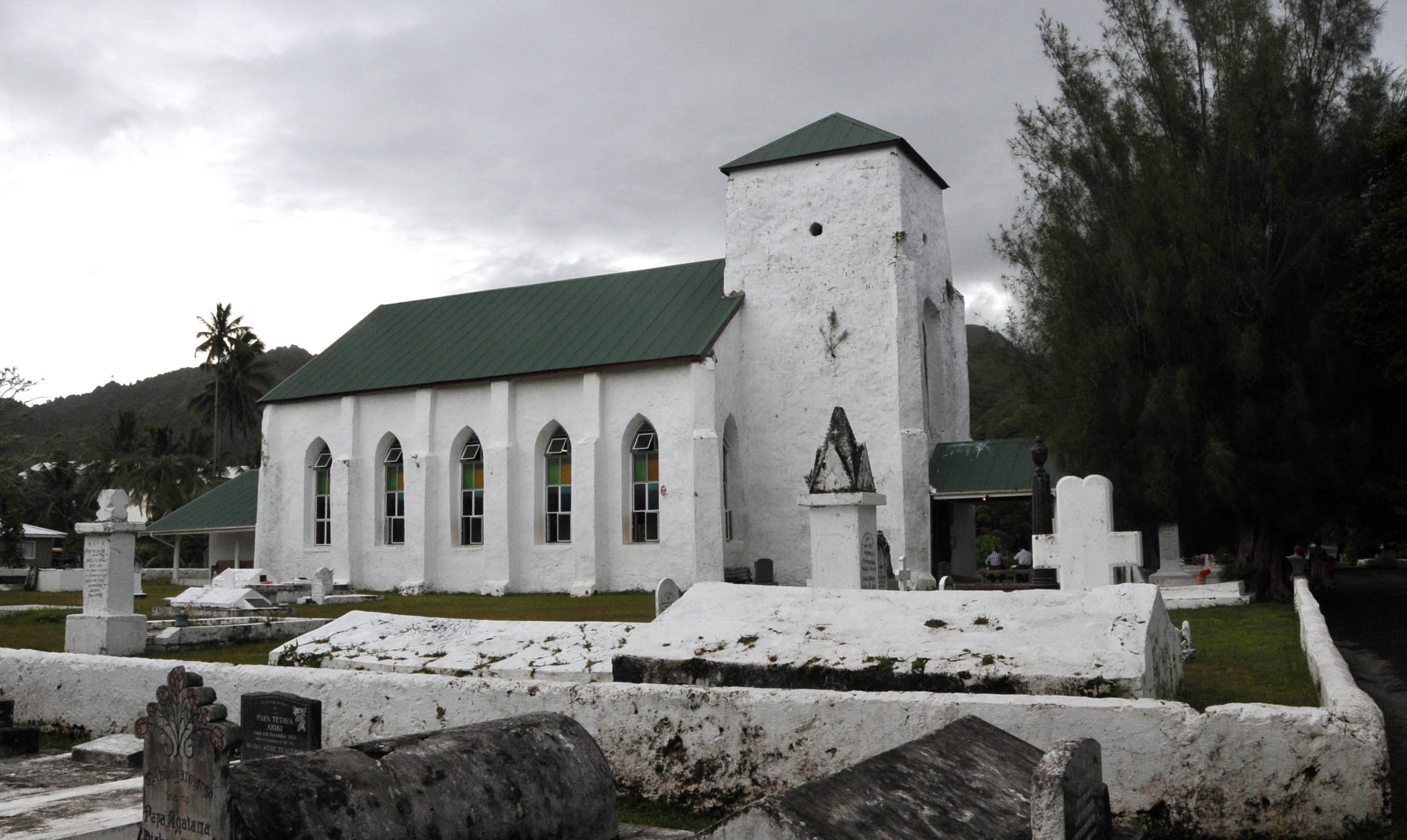
Iglesia en Avarua, Rarotonga.

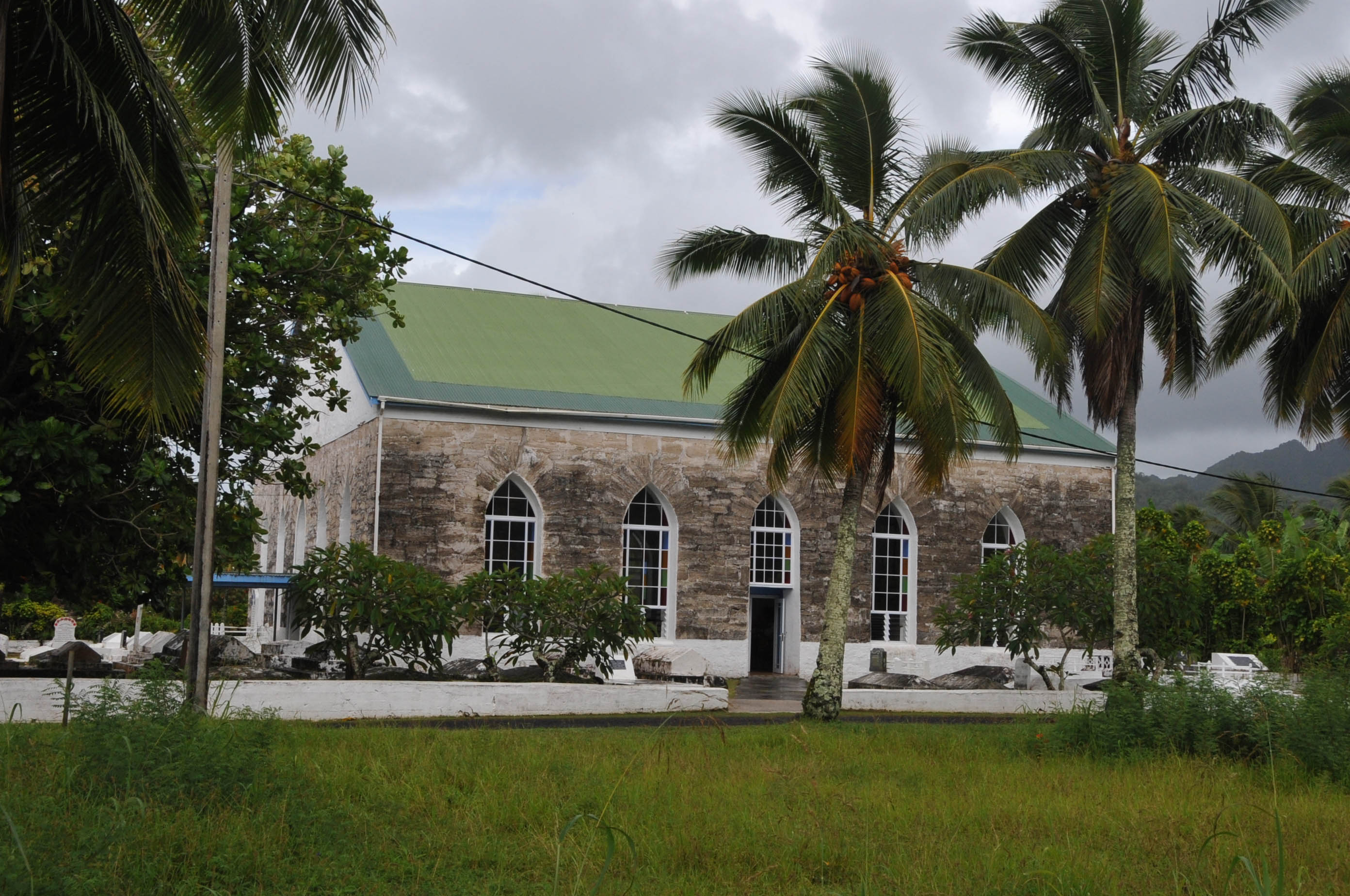
Iglesia Titikaveka.

| Afiliación religiosa                                    | Población | Por ciento |
| ------------------------------------------------------- | --------- | ---------- |
| cristiano                                               | 12,866    | 86,92      |
| Iglesia Cristiana de las Islas Cook                     | 7.225     | 48,81      |
| católico                                                | 2.574     | 17.39      |
| Adventista del Séptimo Día                              | 1.249     | 8.44       |
| Iglesia de Jesucristo de los Santos de los Últimos Días | 609       | 4.11       |
| Asambleas de Dios                                       | 569       | 3,84       |
| Testigo de Jehová                                       | 357       | 2,41       |
| Apostólico                                              | 283       | 1,91       |
| Irreligión / No declarado                               | 1.097     | 7,41       |
| Otro                                                    | 839       | 5,67       |
| Total                                                   | 14.802    | 100        |